# Santo Varão
Santo Varão ist eine Kleinstadt und Gemeinde in Portugal.

## Geschichte
Die Funde aus römischer Zeit aus Formoselha sind heute im archäologischen Museum Museu Municipal Santos Rocha in Figueira da Foz zu sehen. Erstmals dokumentiert wurde der Ort als Fermozelha im Jahr 915.
König D. Manuel I. gab 1503 einige Privilegien an Fermoseli. Zudem erneuerte er die Stadtrechte Montemor-o-Velhos, und in der Stadtrechtsurkunde fand auch eine Ortschaft Sanverão erste Erwähnung, das heutige Santo Varão. Während Formoselha jedoch der Markgräfin Marquesa de Castro Forte gehörte, war Santo Varão zusammen mit Arazede Besitz des Bischofs von Coimbra.
Im Zuge der verschiedenen Verwaltungsreformen nach der Liberalen Revolution 1822 wurde Santo Varão 1836 Sitz eines eigenständigen Kreises mit den Gemeinden Pereira do Campo, Santo Varão, Granja do Ulmeiro, Alfarelos und Figueiró do Campo. 1853 wurde der Kreis aufgelöst, seither ist Santo Varão eine Gemeinde im Kreis Montemor-o-Velho.

## Verwaltung
Santo Varão ist Sitz einer gleichnamigen (Freguesia) im Kreis (Concelho) von Montemor-o-Velho, im Distrikt Coimbra. In ihr leben 1916 Einwohner auf einer Fläche von 12 km² (Stand 19. April 2021).
Zwei Orte liegen in der Gemeinde:
- Formoselha
- Santo Varão

## Verkehr

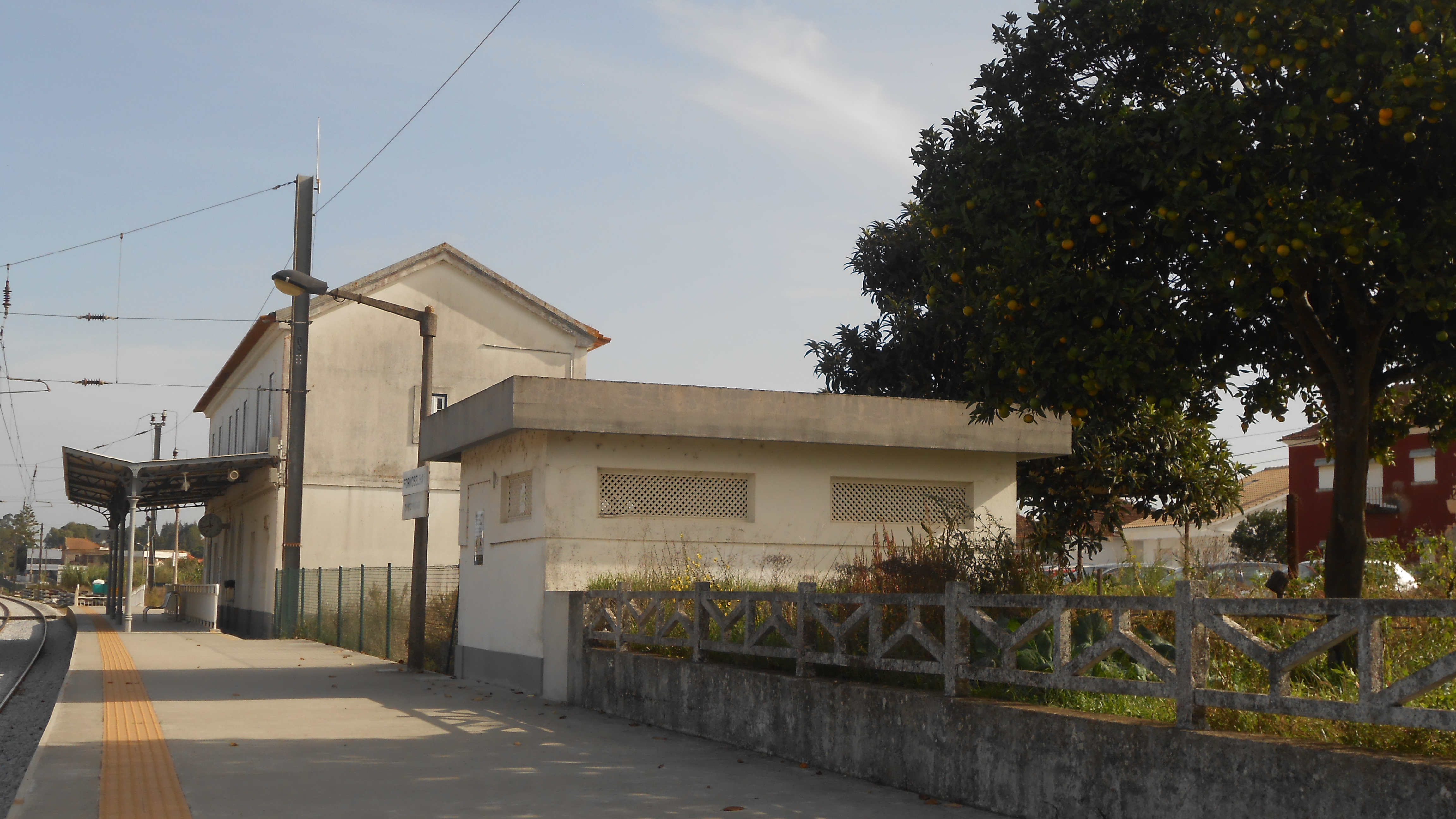
Der ehemalige Bahnhof Formoselha-Santo Varão, heute ein Haltepunkt für Regionalzüge zwischen Coimbra und Figueira da Foz

Santo Varão liegt mit eigenem Haltepunkt an der Eisenbahnstrecke Linha do Norte.